# Sperone Ullmann
Lo sperone Ullmann (275 m s.l.m.) è un crinale montuoso situato centralmente all'estremità dell'insenatura di Martel, nella baia dell'Ammiragliato, sull'isola di re Giorgio, la maggiore delle Shetland Meridionali.

## Storia
Fu mappato e nominato dalla spedizione antartica francese (1908-10) guidata da Jean-Baptiste Charcot, probabilmente in onore di uno sponsor della spedizione. La sua estremità sud-ovest è chiamata punta Ullman in associazione allo sperone, sebbene questo nome sia stato applicato solo vent'anni dopo.